# Fürstentum Desmond

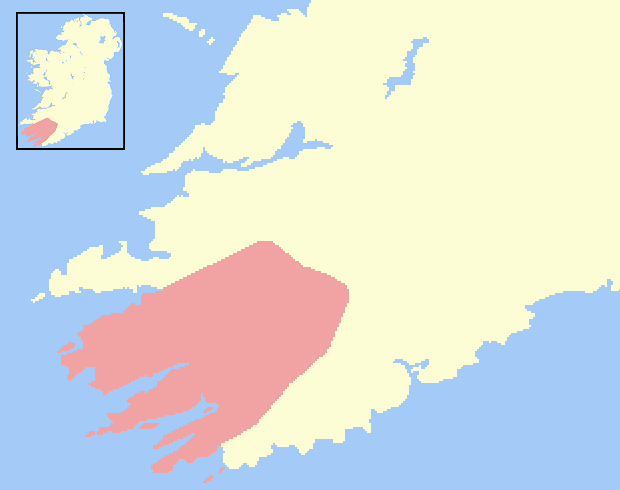
Desmond um 1300

Desmond (Irisch: Deas-Mhumhain, was Süd-Munster bedeutet) war ein historisches Königreich bzw. historische Grafschaft an der Südwestküste Irlands. Es umfasste die Countys Cork und Kerry und wurde 1606 in diese aufgeteilt.
So wie Desmond von dem gälischen „Deas-Mhumhain“ herrührt und Süd-Munster bedeutet, gibt es weitere Gebietsbezeichnungen: - Thomond „Tuath-Mhumhain“ (Nord-Munster), Ormond „Ur-Mhumhain“ (Ost-Munster) und Iarmond „Iar-Mhumhain“ (West-Munster). Nach dem 14. Jahrhundert wurde der Begriff Desmond benutzt, um das Herrschaftsgebiet des irisch-gälischen MacCarthy Mor Clans sowie das Herrschaftsgebiet der „Earls von Desmond“ zu bezeichnen.
Nach der normannischen Invasion in Irland 1169 wurde der Titel „Earl of Desmond“ 1329 an Maurice FitzGerald vergeben. Die Fitzgeralds waren im Volk sehr beliebt und ihnen wurde nachgesagt, sie wären irischer als die Iren geworden. Ihr Widerstand gegen den englischen Einfluss resultierte in den Desmond-Rebellionen von 1569–1573 und 1579–1583.